# مرض التكاثر الليمفاوي
مرض التكاثر الليمفاوي (بالإنجليزية: Lymphoproliferative disorders)‏ هو مجموعة من الأمراض التي يتم فيها زيادة الخلايا الليمفاوية بشكل غير طبيعي وغير منتظم. من الأمثلة على الأمراض التي تقع تحت هذه المجموعة:
- ابيضاض الدم الليمفاوي الحاد (بالإنجليزية: Acute Lymphocytic Leukemia)‏.
- ابيضاض الدم الليمفاوي المزمن (بالإنجليزية: B-cell chronic lymphocytic leukemia)‏.
- سرطان نقوي متعدد (بالإنجليزية: Multiple Myeloma)‏؟
- سرطان الغدد الليمفاوية (بالإنجليزية: Lymphoma)‏.